# 莫道塔尔
莫道塔尔（德語：Modautal，發音：[ˈmoːdaʊˌtaːl]，意为“莫道河谷”）是德国黑森州达姆施塔特行政区达姆施塔特-迪堡县的市镇，面积31.79平方千米，2023年12月31日人口为5,114人。